# في قبضة الأفعى (فلم فرنسي)
في قبضة الأفعى (بالفرنسية Vipère au poing) هو فيلم فرنسي لفيليب دي بروكا، صدر في عام 2004 وتم اقتباسه من رواية متجانسة اللفظ (أفعى في القبضة) لهيرفي بازين نُشرت عام 1948.

## ملخص
في عام 1922، بعد وفاة جدتهما التي كانت مسؤولة عن تعليمهما ، وجد الشاب جان ريزو وشقيقه الأكبر فرديناند والديهما اللذين عادوا من الهند الصينية. لكن علاقتهما مع والدتهما ستتخذ منعطفاً أخر.

## تصوير سينمائي
تم تصوير الفيلم في Aisne ( Mézières-sur-Oise و Saint-Quentin ) إلى باريس ( الدائرة 8 ) ولندن و Pyrrhia.